# 迈里古思
迈里古思（？—1358年），字善卿，唐兀氏，元朝末年政治人物。
侨居松江，幼年家贫，从师学习诗经、易经，授徒养母。多结交名士。至正十四年（1354年）进士，授绍兴路录事司达鲁花赤。苗军主将杨完者在杭州劫掠百姓，有人至绍兴城中强夺人马，迈里古思擒斩数人。他于是名声大振，百姓称颂。江南行台移治绍兴，迈里古思担任行台镇抚，他大募民兵守御。处州山贼焚掠婺州永康、东阳，迈里古思提兵与石抹宜孙约期夹攻，平定山贼。擢升为江东廉访司经历，保卫绍兴，境内安然。江浙省臣承制授他为行枢密院判官，分院治绍兴。不满御史大夫拜住哥扰民，结怨。至正十八年（1358年）十月二十二日，出兵过曹娥江，与侵攻绍兴属县的平章方国珍冲突。部将黄中攻打上虞，请增兵。迈里古思驻军东关，御史大夫拜住哥派人召迈里古思至其私第议事，命左右用铁槌将他打死，断其头，掷厕所中。城中百姓不问男女老幼，无不恸哭。黄中率部下复仇，尽杀拜住哥家人和台府官员掾史，留下拜住哥不杀，告知张士诚，张士诚派部将率兵守绍兴。拜住哥转任行宣政院使，监察御史真童弹劾拜住哥，元顺帝削拜住哥官职，安置在潮州。